# José María Morelos
José María Morelos y Pavón (ur. 30 września 1765 w Valladolid; zm. 22 grudnia 1815 w Ecatepec de Morelos) – meksykański ksiądz katolicki, jeden z głównych przywódców walk o niepodległość Meksyku okresu 1811-1815, proboszcz parafii w Carácuaro.
José María Morelos urodził się w biednej rodzinie, do 25 roku życia pracował jako pastuch i poganiacz mułów. Później rozpoczął naukę w seminarium duchownym w Colegio de San Nicolás w Valladolid. Jako kapłan służył głównie w ubogich parafiach wśród Indian i Metysów. Na początku 1811 przyłączył się do powstańców Miguela Hidalgo y Costilli, po jego pojmaniu i straceniu przez rojalistów objął dowództwo nad siłami rebelianckimi w południowym Meksyku. W okresie od 1812 do 1815 udało mu się opanować większość terenu na południowy zachód od stolicy. Ze względu na niewielką liczbę powstańców prowadził z Hiszpanami walkę podjazdową.
W 1813 José María Morelos zwołał Kongres w Chilpancingo, który miał powołać rząd i uchwalić konstytucję. W listopadzie Kongres ogłosił Meksyk niepodległym państwem, a w październiku 1814 w Apatzingán ogłoszona zostaje pierwsza niepodległościowa konstytucja. Armia Morelosa musiała ochraniać delegatów Kongresu i przemieszczać się z miejsca na miejsce. W pewnym momencie Hiszpanom udało się wytropić Morelosa. Większości członków rządu rewolucyjnego udało się zbiec, ale osłaniający ucieczkę jako członek straży tylnej Morelos został ostatecznie pojmany w Texmalaca. Rojaliści pozbawili go dystynkcji kapłańskich i rozstrzelali.
Jego wizerunek umieszczony był na licznych meksykańskich monetach w tym na:
- srebrnej monecie obiegowej o nominale 1 peso bitej w latach 1957-1967[2];
- monetach obiegowych o nominale 1 peso bitych w latach 1970-1987[3][4];
- srebrnej monecie obiegowej o nominale 100 peso bitej w latach 1977-1979[5];
- okolicznościowej monecie o nominale 5 peso wybitej w 2010 roku z okazji dwusetnej rocznicy niepodległości Meksyku[6];
- okolicznościowej monecie o nominale 20 peso wybitej w 2015 roku z okazji dwusetnej rocznicy jego śmierci[7].